# Indianapolis Museum of Art
L'Indianapolis Museum of Art (IMA) di Indianapolis, negli Stati Uniti, è un museo d'arte antica, moderna e contemporanea. Con una collezione di più di cinquantamila opere è considerato il più grande museo di arte generale degli Stati Uniti d'America, oltre ad essere il più antico.
Vi sono esposte, tra l'altro, opere di Pierre Bonnard, Paul Cézanne, Maurice Denis, Paul Gauguin, Francisco Goya, Fernand Léger, Amedeo Modigliani, Claude Monet, Pablo Picasso, Camille Pissarro, Odilon Redon, Pierre-Auguste Renoir, Auguste Rodin, Théodore Rousseau, Georges-Pierre Seurat, Paul Signac, Maurice Utrillo, Vincent van Gogh, Edward Hopper, Tiziano Vecellio.

## Storia
Il museo venne fondato nel 1883, ampliandosi sempre più sia negli spazi che nella collezione: attualmente la sede è divisa in più padiglioni, ognuno dei quali è suddiviso per allestimenti museali specifici. Le collezioni comprendono opere d'arte orientale, arte africana, arti figurative e decorative europee, arte americana, arte moderna, arte contemporanea e fotografia.

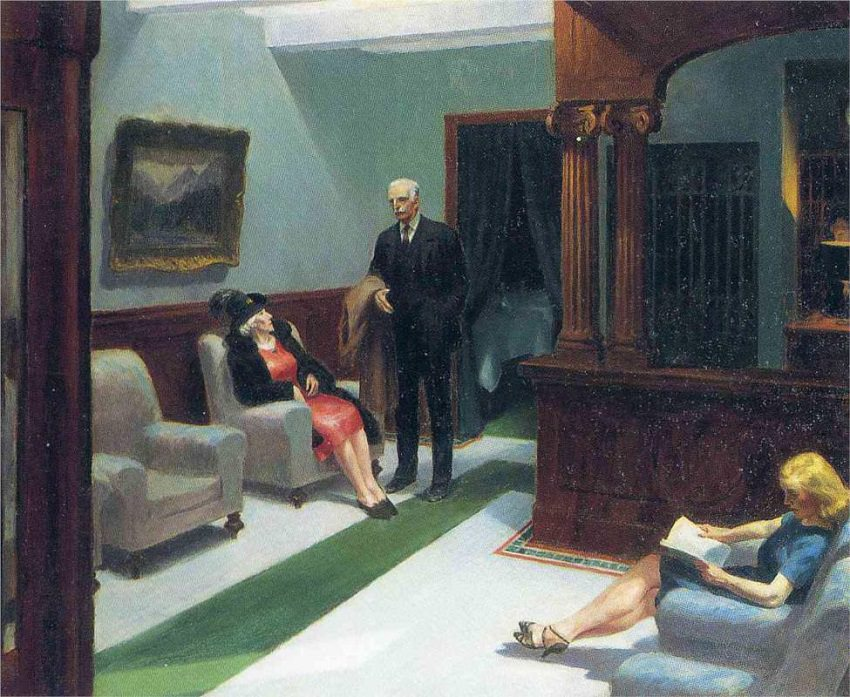
Hotel lobby di Edward Hopper - 1943

## Opere

### Scuola italiana
Amedeo Modigliani
- Ragazzo col gilet blu, 1919

Tiziano
- Ritratto dell'Ariosto, 1515 circa

Paolo Uccello
- Ritratto di giovane, 1431-1436 circa

Giovanni Bellini
- Madonna col Bambino e san Giovannino, 1490-1500 circa

Giovanni Francesco Bezzi
- Sacra Famiglia con san Giovanni Battista, 1550-1560 circa

### Scuola francese
Georges-Pierre Seurat
- Il canale di Gravelines, Petit Fort-Philippe, 1890